# Obustni aparat
Obustni aparat je skupina okončin na sprednjem delu telesa členonožcev, ki primarno opravlja vlogo začetne mehanske obdelave hrane ter usmerjanja proti ustom. Skupno jim pravimo tudi obustne okončine. Kot pove ime, izraščajo pri ustih členonožcev in čeprav imajo podoben izvor kot noge, se od hodilk jasno ločijo tako po obliki kot po funkciji. Hipotetičen izvorni členonožec je imel po par nog na vsakem telesnem členu; obustne okončine so se razvile iz tistih na prvih nekaj členih, ki so pri današnjih členonožcih zraščeni v glavo.

## Žuželke
Obustne okončine žuželk izraščajo iz vsakega od šestih členov glave, razen drugega, in tvorijo nekakšno cev, ki vodi do samih ust. Obustni aparat pri žuželkah se je z razvojem močno specializiral na različne tipe prehranjevanja in preoblikoval, pri čemer je lahko prišlo do spremembe oblike katerekoli od okončin, redukcije ali zlivanja. Pri odraslih stadijih nekaterih žuželk, npr. enodnevnicah, samcih kaparjev in določenih vrstah nočnih metuljev je obustni aparat popolnoma zakrnel. Te žuželke se kot odrasle ne prehranjujejo in poginejo kmalu po parjenju oz. odlaganju jajčec.
Domnevajo, da je najosnovnejša oblika žuželčjega obustnega aparata grizalo, kakršnega imajo vsejede žuželke, kot so ščurki, murni in strigalice. Pri teh je ohranjenih pet osnovnih komponent obustnega aparata:
1. ustnica (labrum, na sliki lr), tudi zgornja ustna, tvori streho cevi, ki vodi do ust, in prekriva bazi mandibul. Verjetno je nastala z zlitjem para okončin na prvem členu glave, kar je opazno tudi tekom embrionalnega razvoja žuželk. Njena vloga je zadrževanje hrane med žvečenjem in je homologna človeški ustnici.
2. podžrelo (hipofarinks, na sliki hp) je kroglasta struktura, ki izrašča iz baze ustnice. Sodeluje pri požiranju hrane. Pri nekrilatih žuželkah, strigalicah in ličinkah enodnevnic iz njega izraščata parni krpi, ki razdelita votlino na mešiček za hrano (cibarium) ter pred njim salivarium, v katerega se odpira izvodilo žlez slinavk.
3. sprednja čeljust (mandibula, na sliki md), tudi prva ali zgornja čeljust je parna okončina, ki ima glavno vlogo pri žvečenju grižljajev in je pogosto največji del obustnega aparata. Mandibuli se odpirata navzven in režeta grižljaje ob zapiranju, lahko pa sodelujeta tudi pri obrambi ali spolnem vedenju.
4. zadnja čeljust (maksila, na sliki mx), tudi druga ali spodnja čeljust, ima pomožno vlogo pri žvečenju. Pogosto so na notranjem robu zobci ali dlačice, na zunanjem pa okušalni organi, t. i. palpi.
5. ustna (labium, na sliki lb) je kot ustnica enotna struktura, nastala z zlivanjem para sekundarnih maksil, in tvori dno cevi, ki vodi do ust. Podobno kot maksili sodeluje pri obračanju in premikanju grižljaja med žvečenjem.

### Modifikacije
Z razvojem žuželk in zavzemanjem novih ekoloških niš je prišlo do prilagajanja obustnega aparata na nove vire hrane. Oblike največkrat kategoriziramo po načinu prehranjevanja; poleg osnovnega grizala poznamo še tri tipe obustnega aparata: bodalo, sesalo in lizalo, ki so lahko pri posameznih žuželkah kombinirani. Natančna oblika je lahko uporaben taksonomski znak.
Lizalo, kot ga imajo prave muhe in čebele, je preoblikovan del ustne, porasel z dlačicami. Žuželka ta »jeziček« ritmično pomakajo v tekočino, ki se oprime dlačic zaradi kapilarnosti. Pri čebelah preostanek obustnega aparata sodeluje pri srkanju tekočine in služi tudi kot grizalo, pri muhah pa je povsem reduciran.
Vidnemu delu sesala pravimo proboscis ali rostrum, viden je pri večini odraslih metuljev in nekaterih dvokrilcih. Tvorita ga parna izrastka maksil (galea), ki se stikata ob strani in tvorita kanal, po katerem žuželka srka tekočino ob delovanju mišic požiralnika. Pri večini žuželk s sesalom pa je njegova funkcija tudi prebadanje. Pri različnih skupinah žuželk z rostrumom se natančna zgradba precej razlikuje in različni deli obustnega aparata so povečani ali reducirani da tvorijo cev s konico za prebadanje. Pri pikajočih muhah (obadi, muha cece,...) je za prebadanje modificirana ustna, pri drugih zajedavskih dvokrilcih (npr. komarjih) pa ustna tvori le ovoj za ostale okončine. Spet drugačno zgradbo rostruma imajo polkrilci, tripsi, bolhe in zajedavske uši. Pogosto sta podaljšana tako maksili in mandibuli, en par tvori kanal za srkanje tekočin, drugi pa za izločanje sline.
Posebna primera modifikacije obustnega aparata sta »obrazna maska« pri ličinkah kačjih pastirjev in priprave za filtracijo vode pri ličinkah nekaterih drugih vodnih žuželk, npr. komarjev, košeninarjev in določenih vrst mladoletnic. Pri prvih je ustna (labium) zelo povečana da prekriva ves spodnji del glave in opremljena s parom zobcev, ki sta preobražena labialna palpa. Žival to masko sunkovito iztegne in z zobci nabode plen. Filtraciji vode pri ostalih so namenjene povečane ščetine, ki lahko izraščajo iz različnih delov obustnega aparata.

## Stonoge
Stonoge imajo obustni aparat, podoben grizalu žuželk, ki se med razredi nekoliko razlikuje, a je osnovni gradbeni tip enak. Ustnica je prisotna, vendar ne vedno opazna. Ustno lahko tvorita prvi ali drugi par maksil; skupaj z ustnico tvori predustno cev, v kateri se nahaja še par mandibul in podžrelo.
Posebnost strig je, da imajo poleg obustnega aparata na glavi še par krempljev, ki jih uporabljajo za lov. So ostri in votli, na konici je izvodilo strupne žleze. Vendar so ti kremplji izvorno preobražen prvi par nog in jih ne štejemo za del obustnega aparata.